# Wilton (Wiltshire)
Wilton és un municipi del Regne Unit, situat al comtat de Wiltshire (Anglaterra). Es troba en la confluència dels rius Wylye i Nadder. La que fou una important ciutat anglosaxona va quedar, amb el pas dels anys, eclipsada per la prosperitat de la veïna Salisbury.

## Història
La ciutat es la van fundar els anglosaxons al segle viii i al segle ix consta com la capital d'una regió del Regne de Wessex anomenada Wiltunscire i va continuar sent un centre administratiu fins al segle xi. L'any 771 s'hi va construir un monestir (Wilton Abbey).
El rei Alfred el Gran hi va lluitar una important batalla l'any 871 contra els invasors danesos, que va servir per frenar l'avanç d'aquests enemics durant uns anys. Malgrat patir altres atacs, la ciutat va romandre pròspera i així consta en el Domesday Book. La construcció d'una catedral a la propera Salisbury va fer entrar en declivi Wilton. Amb la construcció d'un pont sobre el riu Avon en aquella ciutat, Wilton va quedar exclosa de les rutes de comerç importants.
Amb la dissolució dels monestirs decretada per Enric VIII, Wilton Abbey i bona part del territori municipal van passar a ser propietat del comte William Herbert de Pembroke, el qual hi va construir la seva opulenta residència (Wilton House).
Al segle xvii la indústria tèxtil es va desenvolupar amb força al municipi, en especial la producció de catifes que va començar el 1741 quan el comte Henry Herbert va portar teixidors francesos. El 1815, acabades les guerres napoleòniques, es va obrir el mercat francès i els teixidors de Wilton es van haver d'adaptar a la competició. El 1835 la fàbrica Axminster va incorporar maquinària nova a la fabricació de catifes. A començaments del segle xx, per tal de rescatar l'antiga fàbrica que estava en bancarrota, el comte va fundar la Wilton Royal Carpet Factory. Aquesta fàbrica de catifes va continuar operant fins al 1995, quan va tancar temporalment esperant que millorés la situació, però quan va tornar a obrir ja no va ser sota el mateix nom.
El 1737 va haver una passa de verola que va matar 132 habitants i, segons la creença d'aquell temps, es va deure a un malefici tirat per les quatre germanes Handsel, a les quals van condemnar a mort i van enterrar en un bosc anomenat Grovely Wood.
Wilton va tenir dues estacions de ferrocarril: la primera coneguda pel nom de Wilton North va ser inaugurada el 1856 per la companyia Great Western Railway i pertanyia a la línia que enllaçava Westbury amb Salisbury; la segona coneguda pel nom de Wilton South va obrir el 1859 per la companyia Salisbury and Yeovil Railway i formava part de la gran línia que enllaçava l'oest d'Anglaterra amb Londres i Exeter. El funcionament d'aquestes estacions van portar prosperitat a Wilton, però van tancar l'any 1955 i 1966 respectivament. Actualment l'estació més propera és la de Salisbury.
Entre el 1949 i el 2010 a Wilton va estar la seu de l'exèrcit de terra (Land Forces). Aquest campament es deia Erskine Barracks i va ser cedit a l'exèrcit dels Estats Units d'Amèrica durant la Segona Guerra Mundial. Després del 2010 el campament es va traslladar a prop d'Andover (Hampshire) i les terres que ocupava es van vendre per fer cases.

## Església

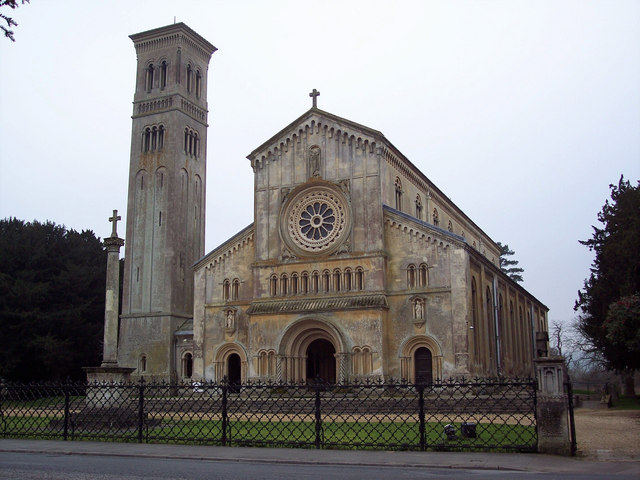
L'església parroquial

L'església parroquial està dedicada a l'advocació de la Mare de Déu i de sant Pere. És un edifici catalogat com a patrimoni nacional de grau I. Aquesta construcció és del 1841-1844, ja que l'anterior estava massa malmesa i es va haver de substituir. Les obre les va encomanar la comtessa Alexina Sophia Gallot de Pembroke i el seu fill, el baró Sidney Herbert de Lea, els quals van designar com a arquitecte Thomas Henry Wyatt, qui va aplicar un estil romànic amb molta influència romana d'Orient.
Es tracta d'una església molt gran tenint en compte com és de petit el municipi, feta més aviat per representar la riquesa dels seus benefactors. Exteriorment el que més destaca és el seu campanar de 32 metres d'alçada. La major part del material que es va fer servir procedeix d'altres llocs d'Europa, les columnes per exemple són importades d'Itàlia i els vidres acolorits dels vitralls són del segle xii i XIII, importats de França.

## Persones destacades
- Edward Slow (1841–1925), poeta i constructor de carruatges
- Edith Olivier (1872–1948), escriptora i alcaldessa de Wilton
- Sydney Olivier (1870–1932), jugador de criquet
- A. G. Street (1892–1966), escriptor i granger